# Jonis Bashir
Jonis Bashir (Rim, 1960.), talijansko-somalijski filmski i televizijski glumac i glazbenik.

## Životopis
Rođen je u Rimu 1960. godine. Otac mu je Somalijac, a majka Talijanka. Od šeste do desete godine živio je u Somaliji.
Oženjen je Talijankom Nicolettom. Povremeno nastupa sa svojim glazbenim sastavom.

## Vanjske poveznice
- Službene stranice (engl.)